# Kétszáz magyar forint (érme, 1992)
Az először 1992-ben vert ezüst kétszáz forintos egy forgalomból kivont forintérme, melyet 1992-ben és 1993-ban vertek (az 1994-től vert kétszázasokon módosították a hátlapi éremképet). 1947 óta ez volt az első forgalmi ezüstpénz, célja a forint iránti bizalom erősítése volt a rendszerváltás utáni bizonytalanságban. Az érmét Bognár György tervezte. Az új forgalmi forintsor tagjai közül elsőként, 1992. december 1-jén került forgalomba, és 1998. április 4-én vonták ki, ugyanabban az évben, amikor a papírszázast és az 1993-ban bevezetett fémszázast is. A 200 forintos címletet bankjegy váltotta.

## Leírás

A kiscímer (előlap)

Az érme 500‰-es ezüst-réz ötvözetből készült. Átmérője 32 mm, vastagsága 1,7 mm, tömege 12 g. Ezek a paraméterek megegyeznek az 1947-ben vert ötforintoséival.
Előlapján félkörívben a MAGYAR KÖZTÁRSASÁG felirat olvasható, ezen belül a koronás kiscímer és két oldalán megosztva a verési évszám, alatta a Lánchíd, az alatt a 200 FORINT értékjelzés látható (az értékjelzés számjegyei kissé átlapolnak). Az értékjelzés középső nullája alatt a BP. verdejegy található.
Az érme hátlapján ívesen a MAGYAR NEMZETI BANK felirat olvasható, alatta a Magyar Nemzeti Bank épülete látható, az alatt a Nemzeti Bank elnökének és négy alelnökének aláírásai szerepelnek, rendre: BOD [Péter Ákos], TARAFÁS [Imre], BÓDY [László], HÁRSHEGYI [Frigyes], CZIRJÁK [Sándor].
Az érme pereme recés, a recék száma 126.

## Előállítása

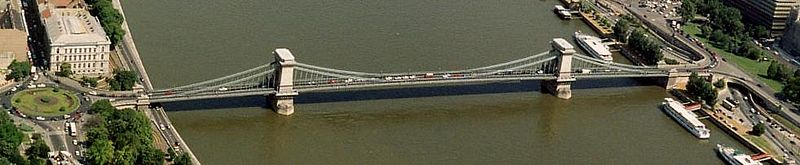
A Lánchíd (előlap)

Az 1992-ben vert kétszázasoknak szemmel láthatóan „ezüstösebb” a felszíne, emellett élesebb a verete és a pereme, emiatt egy városi legenda terjedt el arról, hogy ezek az érmék több ezüstöt tartalmaznak és ezért értékesebbek, mint a későbbi veretek. Ennek oka, hogy ezek az érmék nem hagyományos, hanem a londoni Royal Mint-től vásárolt, speciálisan kezelt lapkákra készültek. Itt a lapkákat verés előtt kénsavba mártották, amely a felszínről néhány mikrométer mélységig kioldotta a rezet, így ott az ötvözetnek nagyobb lett az ezüsttartalma és fényesebb lett a felszíne. A lapka ezüsttartalmát előzetesen úgy választották meg, hogy a maratás után az érme összezüsttartalma a kívánt 500‰ legyen. Az így előkészített lapkákat ezután nagyobb nyomóerővel verték ki, ennek köszönhető az élesebb veret. 1993-tól már máshonnan beszerzett lapkákra készült az érme, melyben az ötvözőanyag is eltért némileg, de az ezüsttartalom továbbra is 500‰ maradt.
Habár a kétszázas ezüstpénz volt, egyáltalán nem tekinthető ritkaságnak, mivel milliós nagyságrendben verték. Ennek ellenére az érmék gyorsan tezaurálódtak, alig vettek részt a készpénzforgalomban (bár bankokban vagy postákon könnyen hozzá lehetett jutni). Ez nem volt észszerű magatartás, mert az érmék ára ma is csak négyszáz forint körül alakul (2008. március: ~6-700 forint az érme ezüsttartalma), csak a verdefényes darabokért lehet jobb árat kapni. A kétszázasból mintegy tízmillió darab kiverését irányozták elő, azzal a megfontolással, hogy minden magyar állampolgárra jusson egy darab. Az 1992-es típusból összesen 6 115 014 darab készült a következő évszám és minőség szerinti bontásban:
| Évjárat | Vert mennyiség (db) | Vert mennyiség (db) |
| Évjárat | BU                  | PP                  |
| ------- | ------------------- | ------------------- |
| 1992.   | 3 514 023           | 29 998              |
| 1993.   | 2 540 993           | 30 000              |

Az 1994-es típusból még további 5 135 000 darabot vertek (túlnyomó részt 1994-ben), így összesen 11 250 014 darab ezüst kétszázas készült.

## Forgalomba nem hozott változatok
1992-ben, 1993-ban és 1994-ben is készültek ezüst próbaveretek mind BU, mind PP kivitelben ismeretlen számú vagy 50 darabos mennyiségben. 1992-ben készült két különleges próbaveret is: az egyik hátlapján szerepel a PROBAVERET felirat (így, ékezet nélkül), a másik változat pedig aranyból készült.

## Külső hivatkozások
- Forint Portál – az összes forgalmi forintérme képe
- Archiválva 2012. május 15-i dátummal a Wayback Machine-ben néhány információ róla